# William Gibson (1848–1917)

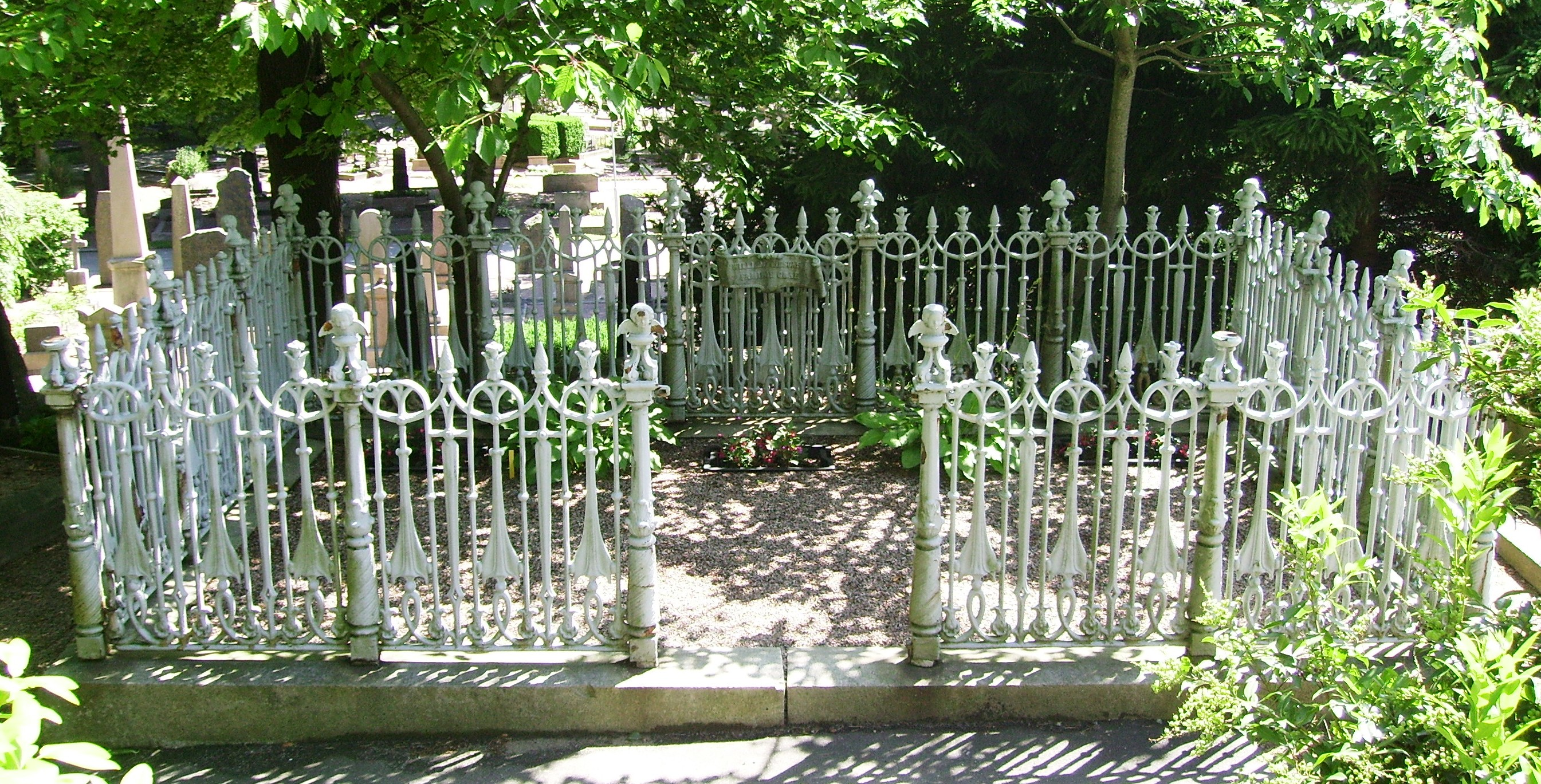
William Gibsons familjegraf på Östra kyrkogården i Göteborg.

William Gibson, född 21 juli 1848 i Partille, död 22 januari 1917 i Partille, var en svensk disponent och riksdagsman.
Gibson var disponent vid Jonsereds Fabriker och som politiker ledamot av riksdagens andra kammare, invald i Askims och Sävedals häraders valkrets. Han var även ledamot av Kungliga Vetenskaps- och Vitterhetssamhället i Göteborg samt ordförande i Göteborgs och Bohus läns landsting 1894–1910.

## Familj
William Gibson var son till William Gibson (1816–1865) och Margret Thornton Holliday (1819–1882) samt sonson till William Gibson. William Gibson gifte sig 1872 med Ingeborg Kjellberg (1851–1936), dotter till grosshandlaren Carl Kjellberg. De fick sonen kommendörkapten William Gibson (1873–1954).

## Biografi
William Gibson var chef för Jonsereds fabrikers ab under inemot 40 år, en tidsrymd som omspände såväl industrialismens definitiva genombrott i Sverige som det första världskrigets förändrade villkor för industri och handel. Tillsammans med kusinen Jimmy Gibson som var överingenjör vid Jonsered genomförde han under 1880-talet en utbyggnad av anläggningarna med nytt gjuteri samt spinneri och väveri för juteväv, varav säckar, mattor, emballage m m tillverkades. Redan dessförinnan (1878) hade produktionen av bomullsremmar, välkända under benämningen Scandinavian Cotton Belting, igångsatts. Senare tillkom olika slag av specialkonstruktioner för masstillverkning av träbearbetningsmaskiner, varmed Jonsered fortfor att göra sig bemärkt vid internationella utställningar. Led i den tekniska moderniseringen av företaget var även installationen av ett privat telefonverk och en stor elkraftanläggning, Jonsereds kraftverk, med dammbyggnad och vattentunnel, som färdigställdes 1902 för 45-periodig växelström.
William Gibson var djupt intresserad av sin tids aktuella samhällsfrågor och gjorde en uppskattad politisk insats. Riksdagsbeslut om en statsbana genom Bohuslän fattades 1898 och järnvägsprojekt rörande bohuslänska längdbanan och en privatägd järnväg Strömstad—Skee hörde till de dominerande frågorna under hans tid som landstingsordförande. Nära sammanhängande med verksamheten inom landstinget var William Gibsons engagemang i länets hushållningssällskap och i dess sparbank samt i Strömstad—Skee järnvägs ab.
I andra kammaren framträdde Gibson som moderat protektionist inom lantmannapartiet, mera övertygad om vikten av tullskydd för den växande inhemska industrin än om nyttan av livsmedelstullar. Även i försvars- och grundskatte- frågorna och beträffande städernas representation intog han en självständig hållning mot lantmannapartiets majoritet.
Med William Gibson som chef för Jonsered genomfördes en rad sociala förbättringar för arbetarna. Här kan nämnas skyddsanordningar vid maskinerna, nytt ålderdomshem, flickhem, barnhem, sjukstuga, tandklinik, förlossningsavdelning och nya arbetarbostäder i form av enfamiljshus. Initiativet härtill kom säkerligen delvis från den socialt intresserade hustrun och i några fall också från Jimmy Gibson och hans maka. De i vissa avseenden radikala sociala åtgärderna hindrade ej att förhållandet mellan företagsledning och arbetare på Jonsered ännu under 1900-talets två första årtionden behöll sin patriarkaliska prägel från 1800-talets brukssamhälle.
Gibson åtnjöt stor auktoritet både privat och i det offentliga som en kraftfull, rättrådig och plikttrogen man med omfattande fackkunskaper.
William Gibson är begravd på Östra kyrkogården i Göteborg.